# Линдворм
Линдворм (англ. Lindworm, родственное др.-сканд. linnormr (удав), норв. linnorm (дракон), швед. lindorm (змей), нем. Lindwurm (змей)) — мифическое драконообразное существо, представленное в североевропейской традиции. Однозначное изображение линдворма закрепилось в британской геральдике, где он показан как дракон, лишённый крыльев и задней пары лап. Как и другим змеевидным чудовищам, линдворму часто приписывается ядовитая слюна.

## Этимология
В современных скандинавских языках lindorm может относиться к любому «змею» или чудовищной змее, однако в норвежской геральдике часто используется термин «морской змей» (sjøormer), хотя он может относиться и к линдворму британской геральдики.
Как правило, слово линдворм перекликается с латинским словом Draco (от которого происходит норв. dreki) и может относиться к любому типу змеев: от реально существующих удавов до легендарных драконов. В европейских мифологии и фольклоре линдвормы могут иметь облик, соответствующий самым разным драконообразным персонажам, однако поздние устойчивые традиции наделяют линдвормов лишь двумя передними лапами (и иногда когтями на крыльях) либо полагают их безлапыми, в отличие от драконов, имеющих четыре лапы в дополнение к крыльям.

## Линдвормы в рассказах

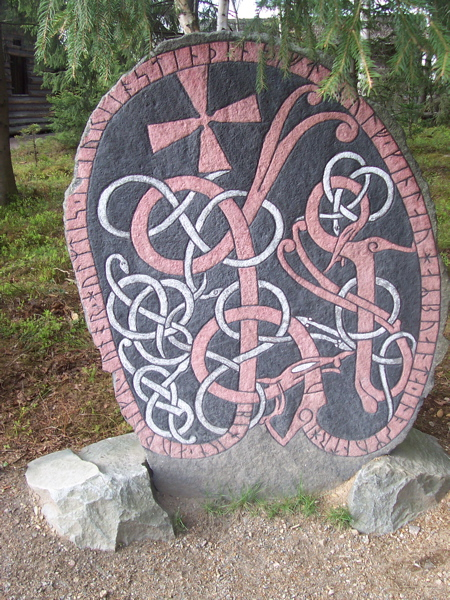
Также известный как змей (ormr) или дракон (dreki),
линдворм был популярным мотивом рунических камней в XI веке в Швеции. Этот рунический камень назван Уппландская руническая надпись 871

Во многих описаниях линдворм бескрыл, но с ядовитой слюной, подобно змее или комодскому варану.
В легендах линдвормы часто громадны, пожирают скот, иногда вторгаются на кладбища и пожирают трупы.
Накер и татцельвурм бескрылы, и иногда отождествляются с линдвормом.

### Саксон Грамматик
Саксон Грамматик начал своё повествование с Рагнара Лодброка, полумифического короля Дании и Швеции, рассказом о том, как Тора Боргархьёрт получила прелестного маленького линдворма, свернувшегося в шкатулке, в дар от своего отца — гёталандского ярла Геррауда. Когда линдворм вырос, он свернулся вокруг зала ярла и взял Тору в заложницы, требуя не менее одного быка в день. Её освободил юноша в меховых штанах по имени Рагнар, которых получил так своё прозвище Лодброк («волосатые штаны») и стал мужем Торы.

### Песнь о Нибелунгах
Карлик Фафнир, превратившийся в чудовищного змея в саге о Вёльсунгах, появляется в немецкой песни о Нибелунгах как lindwurm, живущий рядом с Вормсом.

## Клагенфурт

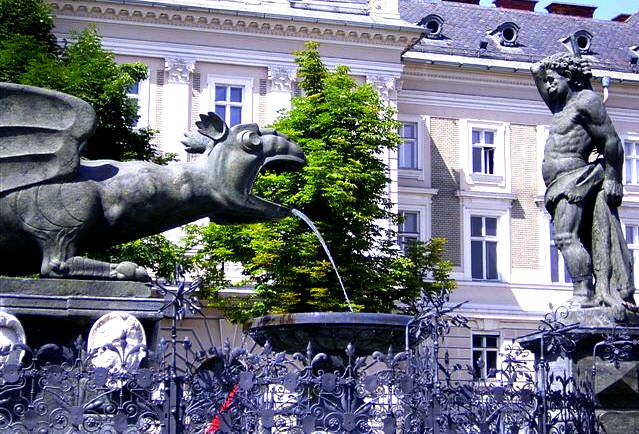
Фонтан в Клагенфурте, изображающий дракона, названного линдвормом

Виверн, названный линдвормом, на гербе Клагенфурта

Линдворм есть в местной легенде: в давние времена король Каринтии правил в Карнбурге, и большую часть его земель занимали леса и болота. Немногие люди осмеливались селиться здесь. Однажды пропало много скота и несколько юных дев там, где обитало чудовище. Для защиты земель и наблюдения за линдвормом король построил неподалёку от этого места замок. Вдобавок он предложил большую награду тому, кто смог бы одолеть линдворма. Несколько местных крестьян решили попытать счастья: они взяли большого быка привязали его цепью с зазубренными крючьями к башне. Когда крестьяне вошли в лес, появилось чудовище и схватило быка, но в его плоть впились крючья, и оно было добито крестьянами. Позже вокруг ставшего относительно безопасным замка выросла деревня, а потом и город.
По другой легенде, линдворм бесчинствовал здесь до тех пор, пока не высушили болото, чтобы построить на его месте город.
Согласно третьей легенде, линдворм жил в водах озера Вёртерзее и пожирал жителей города, пока его не убил вассал герцога.
Так или иначе, сейчас Линдворм — ещё одна легенда города, и его скульптурное изображение красуется перед городской ратушей — фонтан Дракона (Lindwurmbrunner) из зелёного сланца.

### Лэмбтонский змей
Змей с головой саламандры — особенность легенды о лэмбтонском змее. В реке Уир рыбак поймал змеёныша. Когда рыбак ушёл в крестовый поход, змей стал пугать Дарем. Селяне стали оставлять молоко для него, и когда рыбак вернулся, было предсказано, что только он сможет убить змея. Рыбак надел доспехи с шипами и отрубил линдворму голову.
Брэм Стокер использовал эту легенду в своем романе «Логово белого червя».

### Король-линдворм
В XIX веке записана датская сказка о «принце-линдворме» (также о «короле-линдворме») о получеловеке-полузмее. Бездетная королева обратилась к вещунье и получила совет съесть две розы невероятного вкуса. «Съев красную розу, получишь девочку, а белую-мальчика», были слова вещуньи. Также было условие о поедании двух роз сразу — один из детей будет линдвормом. Она не почистила первую луковицу, и в результате первый близнец был линдвормом, змеем с человеческим лицом; но второй был прекрасен. Когда младший брат задумал найти себе невесту, линдворм настоял на том, чтобы жениться прежде младшего. Линдворм поедал всех девушек, пытавшихся выйти за него, поскольку невеста должна любить жениха, а они этого не делали. Это создавало неприятности небольшому королевству, пока дочь пастуха не узнала у той же вещуньи, что это ей суждено выйти замуж за линдворма. Испуганная девушка получила совет: сразу же после свадьбы позвать слуг, чтобы они принесли две ванны с молоком и щёлоком, а также розг, сколько влезет. Также девушка обязана была надеть одиннадцать рубашек, белых как снег. Линдворм требовал снять рубашку, а жена настойчиво требовала снять шкуру. Линдворм соглашался, а девушка поверх кожи бросала свои рубашки. Когда линдворм остался без шкур, а девушка в одной рубашке, она окунула его в ванну с молоком, потом в ванну со щёлоком и там его выдрала, пока розги не кончились и прижала его к себе, заснув мёртвым сном. В конце концов он освободился от линвормьей сущности и оказался прекрасным принцем.

## Поздние верования оlindormв Швеции
Вера в существование линдорма, огромного змея, сохраняется в XIX в. в некоторых землях Швеции. Шведский фольклорист Гуннар Олаф Гилтег-Каваллиус собрал в середине XIX в. рассказы о легендарных существах Швеции. Он встретил несколько человек в Смоланде, которые заявляли, что видели гигантскую змею, иногда с гривой. Он собрал около полусотни сообщений очевидцев, и в 1884 году объявил награду за живого или мёртвого линдорма. Это вызвало насмешки шведских учёных, поскольку никто не смог претендовать на награду, что привело к криптозоологическому провалу. Слухи в Смоланде о линдвормах как о существующих животных быстро вымерли.

## Шиптвет

Герб Шиптвета

В норвежском городе Шиптвет есть история XIX в. о линдорме. Говорят, он был похож на змею, но с крыльями и лошадиной гривой. Утром он спал на кладбище или колокольне, а вечером уходил в лес, в своё логово. Пока он так делал, церковью было сложно пользоваться, и в конце концов линдорма убили железной отравленной стрелой. Он упал в тарн (карстовое озеро) к востоку от церкви, и с тех пор вода в нём стала бурой и страшной, по цвету крови. Местные жители прозвали озеро Dragehullet — «драконьей ямой».
В 1981 году был утверждён герб Шиптвета: «серебряный дракон на червленом щите».